# Gediminas (Vorname)
Gediminas ist ein litauischer männlicher Vorname, abgeleitet von gedėti (dt. „trauern“) und minėti („erwähnen“).

## Personen
- Gediminas (1275–1341), ab 1316 Großfürst von Litauen

- Gediminas Bagdonas (* 1985), Radrennfahrer
- Gediminas Čepulis (* 1963), Politiker, Bürgermeister von Joniškis
- Gediminas Černiauskas (* 1957), Ökonom und Politiker
- Gediminas Dalinkevičius (* 1946), Politiker und Geiger
- Gediminas Gelgotas (* 1986), Komponist und Dirigent
- Gediminas Grina (* 1965), Offizier, Leiter der Nachrichtenagentur VSD, Sicherheitsgeneral
- Gediminas Jankus (* 1951), Politiker, stellvertretender Bürgermeister von Kaunas
- Gediminas Juzeliūnas (* 1958), Physiker
- Gediminas Karalius (* 1942), Bildhauer und Professor der Kunstakademie
- Gediminas Kazlauskas (* 1959), Manager, Bauingenieur, Politiker, Umweltminister
- Gediminas Kirkilas (1951–2024), Politiker, Sozialdemokrat, Ministerpräsident
- Gediminas Mažeika (* 1978), Fußballschiedsrichter
- Gediminas Mesonis (1968–2022), Verfassungsrechtler, Professor, Verfassungsrichter
- Gediminas Miškinis (* 1961), Beamter und Politiker, Vizeminister
- Gediminas Navaitis (* 1948), Psychologe und Psychotherapeut, Politiker
- Gediminas Norkūnas (* 1978), Finanzpolitiker, Vizeminister
- Gediminas Onaitis (* 1983), Wirtschaftspolitiker, Vizeminister
- Gediminas Paulauskas (* 1982), Fußballspieler
- Gediminas Paviržis (1941–2022), Politiker
- Gediminas Petraitis (* 1989), US-amerikanischer Basketballschiedsrichter litauischer Abstammung
- Gediminas Sagatys (* 1977), Richter
- Gediminas Šarakauskas (* 1977), Schachspieler und Internationaler Meister
- Gediminas Šerkšnys (* 1948), Diplomat
- Gediminas Šugžda (* 1968), Fußballspieler
- Gediminas Uselis (* 1992), Pokerspieler
- Gediminas Vagnorius (* 1957), Politiker, ehemaliger Premierminister und Mitglied des Seimas
- Gediminas Vasiliauskas (* 1963), Politiker, Mitglied des Seimas
- Gediminas Vičius (* 1985), Fußballspieler
- Gediminas Vitkus (* 1962), Politikwissenschaftler, Professor

Zwischenname:
- Algirdas Gediminas Šemeta (* 1962), Ökonom und Politiker, EU-Kommissar in der Kommission Barroso II
- Juozas Gediminas Baranauskas (1935–2021),  Politiker, Mitglied des Seimas
- Stanislovas Gediminas Ilgūnas (1936–2010), Resistent, Historiker und Politiker, Mitglied des Seimas, Ehrenbürger der Rajongemeinde Jonava (seit 2000)